# 王子町 (大阪市)
王子町（おうじちょう）は、大阪府大阪市阿倍野区にある町名。現行行政地名は王子町一丁目から王子町四丁目。

## 地理
阿倍野区の中央部に位置し、南北に細長く設置されている。東に阪南町、西では北から南に向かって松虫通と阿倍野元町と北畠、南に播磨町、北に阿倍野筋と接している。

## 歴史

### 地名の由来
九十九王子社の一つ阿倍王子神社に由来する。

### 沿革
- 1929年（昭和4年）、大阪市住吉区天王寺町・阿倍野町・住吉町の各一部より、王子町1 - 3丁目が成立。
- 1943年（昭和18年）、住吉区より東住吉区・阿倍野区が分区、王子町は阿倍野区の所属となる。
- 1966年（昭和41年）、阿倍野筋1 - 8丁目・阪南町西1 - 6丁目・北畠東1 - 2丁目の各一部を編入し、王子町4丁目が成立[6]。

## 世帯数と人口
2024年（令和6年）9月30日現在の世帯数と人口は以下の通りである。
| 丁目         | 世帯数    | 人口    |
| ------------ | --------- | ------- |
| 王子町一丁目 | 953世帯   | 1,574人 |
| 王子町二丁目 | 624世帯   | 1,205人 |
| 王子町三丁目 | 704世帯   | 1,342人 |
| 王子町四丁目 | 887世帯   | 2,015人 |
| 計           | 3,168世帯 | 6,136人 |

### 人口の変遷
国勢調査による人口の推移。
| 1995年（平成7年）  | 6,012人 | [ 7 ]  |  |
| 2000年（平成12年） | 5,619人 | [ 8 ]  |  |
| 2005年（平成17年） | 5,872人 | [ 9 ]  |  |
| 2010年（平成22年） | 4,702人 | [ 10 ] |  |
| 2015年（平成27年） | 4,793人 | [ 11 ] |  |
| 2020年（令和2年）  | 5,869人 | [ 12 ] |  |

### 世帯数の変遷
国勢調査による世帯数の推移。
| 1995年（平成7年）  | 2,616世帯 | [ 7 ]  |  |
| 2000年（平成12年） | 2,643世帯 | [ 8 ]  |  |
| 2005年（平成17年） | 2,809世帯 | [ 9 ]  |  |
| 2010年（平成22年） | 2,287世帯 | [ 10 ] |  |
| 2015年（平成27年） | 2,287世帯 | [ 11 ] |  |
| 2020年（令和2年）  | 2,717世帯 | [ 12 ] |  |

## 学区
市立小・中学校に通う場合、学区は以下の通りとなる。なお、小学校・中学校入学時に学校選択制度を導入しており、通学区域以外に阿倍野区の小学校（自宅から概ね2km以内）・中学校から選択することも可能。
| 丁目         | 番   | 小学校               | 中学校               |
| ------------ | ---- | -------------------- | -------------------- |
| 王子町一丁目 | 全域 | 大阪市立丸山小学校   | 大阪市立松虫中学校   |
| 王子町二丁目 | 全域 | 大阪市立阿倍野小学校 | 大阪市立阿倍野中学校 |
| 王子町三丁目 | 全域 | 大阪市立阿倍野小学校 | 大阪市立阿倍野中学校 |
| 王子町四丁目 | 全域 | 大阪市立阪南小学校   | 大阪市立阪南中学校   |

## 事業所
2021年（令和3年）現在の経済センサス調査による事業所数と従業員数は以下の通りである。
| 丁目         | 事業所数  | 従業員数 |
| ------------ | --------- | -------- |
| 王子町一丁目 | 53事業所  | 322人    |
| 王子町二丁目 | 66事業所  | 286人    |
| 王子町三丁目 | 77事業所  | 233人    |
| 王子町四丁目 | 28事業所  | 572人    |
| 計           | 224事業所 | 1,413人  |

## 交通

### バス
2020年4月現在
- 大阪シティバス[16]
  - 62・63・64・67号系統：松虫 - 王子町 - 北畠公園前 - 阪南団地前

### 道路
- 大阪府道30号大阪和泉泉南線（あべの筋）
- 松虫通

## 施設
- 阿倍野王子郵便局
- ライフ セントラルスクエア北畠店
- 北畠公園
- 阪南公園

## 史跡
- 大阪高等学校のあと
- 伝北畠顕家墓

## その他

### 日本郵便
- 〒545-0023[3]（集配局：阿倍野郵便局[17]）